# Entretien d'un philosophe chrétien et d'un philosophe chinois sur l'existence et la nature de Dieu
Entretien d’un philosophe chrétien et d’un philosophe chinois sur l’existence et la nature de Dieu est une œuvre de Nicolas Malebranche, écrite en 1707.

## Circonstances de la composition de l'œuvre
Des missionnaires français avaient porté les livres de Malebranche en Chine, où ils rencontrèrent plus de succès que la philosophie d'Aristote ; un jésuite missionnaire demanda en effet :
Ne nous envoyez point de vos savants dans la philosophie ordinaire, mais de ceux qui savent les mathématiques, et les livres du P. Malebranche.
L'évêque de Rosalie (de Lyonne), après son retour en France, s'était lié d'amitié avec Malebranche ; il apprit à ce dernier le système de la religion et de la philosophie des Chinois en lui demandant son avis. De Lyonne souhaitait que Malebranche réfute les erreurs de leur pensée mais en employant les vérités qu'ils admettent, et Malebranche finit par accepter.

## Analyse de l'œuvre
L'objet de l'œuvre est de montrer au philosophe chinois que le Ly n'est pas la conception la plus parfaite de Dieu en l'amenant à considérer la notion d'une divinité absolument transcendante.
Pour Malebranche, qui s'appuie sur la tradition scolastique de Tchou Hi, la notion de Ly se caractérise par les points suivants :
- il y a deux genres d'êtres : le Ly et la matière qui sont éternels ;
- le Ly, qui est la souveraine raison, est une forme de la matière, il ne subsiste pas sans elle (formulation aristotélicienne, voir thomasienne) ;
- le Ly n'est ni sage, ni intelligent, ni libre ; il agit sans volonté par la seule nécessité de sa nature (formulation spinoziste) ;
- l'esprit est de la matière subtilisée, et ainsi le Ly est ce qui éclaire l'homme.

Le Dieu annoncé par les chrétiens s'est annoncé lui-même dans la Bible : il est celui qui est. Pour Malebranche, cela signifie que Dieu est l'être qui renferme en son essence toutes les perfections de tous les êtres. C'est cette thèse que le chrétien va devoir prouver tout au long du dialogue, contre les objections du chinois qui est cependant disposé à recevoir tout ce qui se présente avec évidence.
Dieu est sans doute l'idée la plus excellente de toutes, mais le chinois y oppose plusieurs difficultés dont la discussion constitue l'ensemble de l'entretien :
- Dieu est l'infini, mais l'infini n'existe pas ;
- Si nous apercevons l'infini, cette perception est en réalité la perception de l'esprit par lui-même ;